# ولسوالی شیرزاد
شیرزاد یکی از ولسوالی‌های ولایت ننگرهار در خاور افغانستان است. جمعیت آن در سال ۲۰۰۶ میلادی، ۶۳۲۳۲ نفر اعلام شده‌است.

## منبع‌ها
1. ↑  «جمعیت‌شناسی و جمعیت ولایت ننگرهار» (PDF). هیئت معاونت ملل متحد در افغانستان. وزارت احیا و انکشاف دهات افغانستان. دریافت‌شده در ۱۲-۱۲-۱۳۹۰. تاریخ وارد شده در |تاریخ بازدید= را بررسی کنید (کمک)